# Альбрехт Вільгельм Рот
Альбрехт Вільгельм Рот (нім. Albrecht Wilhelm Roth) (6 січня 1757 — 16 жовтня 1834) — німецький лікар та ботанік.

## Біографія
Народився у місті Дьотлінген, Німеччина. Вивчав медицину в Університеті Галле та Університеті Ерлангена, де здобув ступінь доктора наук у 1778. Став відомий своїми ботанічними розвідками. Вольфганг Гете рекомендував Рота на роботу в  Єнський університет.

## Книги
Відомі книги науковця «Tentamen florae germanica» (трактат про німецьку флору) та «Novae plantarum species praesertim Indiae orientalis» (книга про флору Індії). Подальші роботи базувалися на колекції Моравського місіонера Бенджамина Гейне (Benjamin Heyne) (1770—1819).

## Визнання
Рід Rothia з родини Fabaceae названий у його честь.